# Valériane Vukosavljević
Valériane Vukosavljević (nacida como Valériane Ayayi, 29 de abril de 1994 en Burdeos, Francia) es una jugadora de baloncesto francesa. Con 1,84 metros de estatura, juega en la posición de ala-pívot. Es hermana del también jugador profesional Joël Ayayi.